# Colias grumi
Colias grumi is een vlindersoort uit de familie van de Pieridae (witjes), onderfamilie Coliadinae.
Colias grumi werd in 1897 beschreven door Alphéraky.